# Amnésie post-traumatique
L'amnésie post-traumatique s'observe parfois à la suite d'un choc à la tête, mais aussi à la suite d'un choc émotionnel important. Elle se caractérise par un état confusionnel après l'incident, une amnésie rétrograde qui est souvent liée à un mauvais décodage des informations et quelquefois une amnésie antérograde affectant les souvenirs les plus récents et moins consolidés.
C'est l'un des différents syndromes de stress post-traumatique existants.
Dans les traumatisme accidentels (choc, chirurgie), l'amnésie rétrograde organique est due à des lésions du cerveau (lobes temporaux et frontaux). Dans les traumatismes psychogènes, l'amnésie, dite parfois amnésie dissociative, est due à une inactivation de ces mêmes zones, selon des études de neuro-imagerie convergentes.

#### Ouvrages scientifiques
- Muriel Salmona, Le Livre noir des violences sexuelles, chap. 2 « La fabrique des psychotraumatismes : La mémoire traumatique et la dissociation à l'œuvre », Éditions Dunod, Paris, 3e édition, 2022 (2018, 2013), 512 p.  (ISBN 978-2100825837)
- Roland Coutanceau et Carole Damiani (dir.), Victimologie : Évaluation, traitement, résilience, chapitre 7 par Muriel Salmona « L’amnésie traumatique : un mécanisme dissociatif pour survivre » (pp. 71-85), Dunod, Paris, 2018, 272 p.  (ISBN 978-2100784660)
- Marianne Kédia, Johan Vanderlinden, Gérard Lopez, Isabelle Saillot et Daniel Brown, Dissociation et mémoire traumatique, Dunod, Paris, 2019, 256 p.  (ISBN 978-2100801428)
- Hélène Romano et Natacha Bras (dir.), Amnésie traumatique : Des vies de l'ombre à la lumière, Ré Équi'libre, La Rochelle, 2020, 180 p.  (ISBN 978-2957344000)
- Iris Brey et Juliet Drouar (dir.), La Culture de l'inceste, chapitre I par Sokhna Fall « Une mémoire soumise à la loi du silence… Amnésie traumatique et système de domination », Seuil, Paris, 2022, 208 p.  (ISBN 978-2021502053)

#### Articles scientifiques
- Marc Jarzombek, « L'onde traumatique » (pp. 217-226), dans Les Cahiers de médiologie, « La scène terroriste » (n°13), Éditions Gallimard, Paris, janvier 2002, p. 236.  (ISBN 978-2070763801)
- Denis Salas, « “Il sait aujourd'hui que je n'ai pas oublié ce qu'il m'a fait subir” : À propos du livre de Cécile B., Le petit vélo blanc », dans Les Cahiers de la Justice, vol. 4 « La crise des institutions de l'oubli » (n°4), Dalloz, Courbevoie, janvier 2016.
- Muriel Salmona, « La mémoire traumatique : violences sexuelles et psycho-trauma » (p. 69-87), dans Les Cahiers de la Justice, vol. 1 « Maltraitances infantiles » (n°1), Dalloz, Courbevoie, janvier 2018, 202 p.

#### Témoignages
- Cécile B., Le petit vélo blanc, Calmann-Lévy, Paris, 2015, 300 p.  (ISBN 9782702155745)
- Adélaïde Bon, La petite fille sur la banquise, Éditions Grasset, Paris, 2018, 256 p.  (ISBN 9782246815891)
- Mathilde Brasilier, Le Jour, la nuit, l'inceste, Éditions L'Harmattan, Paris, 2019, 304 p.  (ISBN 978-2343183220) : Nouvelle édition de Il y avait le jour, il y avait la nuit, il y avait l'inceste, Les Éditions Mélibée, Paris, 2015, 366 p.
- Marie Rebour, Le bouclier de Marie, Éditions Philippe Rey, 2023, 191 p.  (ISBN 2848769904)